# Piron
 Ovo je glavno značenje pojma Piron. Za druga značenja pogledajte Piron (razdvojba).
Piron iz Elide (oko 360. - oko 270. pr. Kr.), grčki filozof, osnivač skepticizma. Naučavao je samo usmeno. O njegovom učenju se može saznati iz djela njegovog sljedbenika Rimljanina Seksta Empirika Pironove postavke.
U 17. i 18. stoljeću prema njegovom imenu naziv pironizam koristio se kao sinonim za skepticizam.

## Život
O Pironovom životu malo se zna. Mnogo je putovao, i s vojskom Aleksandra Makedonskog došao je do Indije. Upoznao je različite narode i ljude, njihove raznolike nazore i običaje. Iako je Grčka u to doba bila pobjednička sila, kako svojim oružjem tako i snagom svoje kulture (helenizam) koju nameće poraženim narodima, Piron je zaključio da se ne može tvrditi kako su neki nazori ili običaji bolji od drugih. Taj relativizam osnova je njegovog učenja.

## Kritika dogmatizma
Piron žestoko kritizira sve prethodne filozofe kao dogmatičari. Svi su oni nekritički izricali sudove o zbilji, ne uzimajući u obzir nesigurnost ljudske spoznaje. Izricanje bilo kojeg određenog mišljenja o stvarima kakve jesu jest dogmatizam. 
Piron sustavno obnavlja kritički postupak koji su ranije koristili sofisti. Do sigurnih spoznaja ne možemo doći niti osjetilima, niti mišljenjem. 
Pri izricanju sudova možemo reći samo kako nam se nešto čini da jest, ali ne možemo tvrdi da stvarno jest tako, jer ta je spoznaja ljudskom umu nedostupna. (Kant na temelju istog razmatranja uvodi pojam "stvar po sebi"; čovjek može spoznati samo "stvar za nas", pojavu, fenomen.) Čovjek može samo kazati, što se njemu čini da jest ili da je ispravno; svoje mišljenje može iznijeti drugima ali ih ne smije obavezivati da ga prihvate, jer nijedan stav nije bolji od drugih. Onome koji bilo što sa sigurnošću tvrdi može se pokazati da i suprotno mišljenje može biti prihvatljivo. Skeptik će proučavati sve moguće predmete, ali s jedinim ciljem da uništi svaki dogmatizam.
Svakoj tezi, koja se o bilo čemu iznese, može se suprotstaviti antiteza. Uvijek se može naći valjane argumente i za tezu, i za antitezu, i među njima je nemoguće odlučiti; u konačnici teza i antiteza su uvijek u ravnoteži, jednako vrijedne.  Svako razmišljanje zato dovodi do sumnje (skepse). Ne možemo spoznati stvari (teorija), pa zato ni odrediti kako se treba ponašati ili što treba činiti (praksa).

## Epohe i ataraksija
Iako iz skepse nema izraza u nekom sigurnom znanju, Pironov zaključak nije pesimističan. Mudar čovjek će se uzdržavati (epoch, epohe) od izricanja bilo kakvih sudova, kako o stvarima tako i o djelovanjima (teorija i praksa); tek tada može postići duševni mir (ataraxia, ataraksija). On će se konformistički pokoravati običajima sredine u kojoj živi, bez potrebe za uvjerenjem kako su ti običaji bolji od drugih, kako je bilo što po sebi dobro ili lijepo. Ataraksija, a ne spoznaja, cilj je filozofije. (U XX. stoljeću, pojam epohe ima ključni značaj u misli Edmunda Husserla, osnivača fenomenologije).

## Učitelj života, a ne "filozofije"
Piron nije ostavio nijedno pisano djelo. Kao i Sokrat naučavao je samo usmeno. Smatra se "učiteljem života", a ne teoretičarem, jer bilo kakva teorija nije moguća. Jedino što je moguće je praktička obuka u poželjnom načinu života. (Agnes Heller, filozofkinja iz XX. stoljeća, kaže da postoje tri osnovna filozofska pitanja: 1. Kako treba misliti?, 2. Kako treba djelovati?, 3. Kako treba živjeti? Skeptik odriče mogućnost utemeljenog odgovora na prva dva pitanja te ostaje samo treće. Odgovor na njega ne može se naprosto iskazati, što bi bila neka "teorija", može se pokazivati kroz način života kojeg sam učitelj prakticira.)

## Sljedbenici i nastavljači
Neposredni sleljedbenik Pironov je Timon iz Fliunta (325. – 235. pr. Kr.) Kasniji značajniji skeptičari su Agripa i Sekst Empirik (koji je oko g. 200.n.e. napisao djelo Pironove postavke, glavni izvor iz kojeg danas poznajemo Pironovo učenje).
Skeptična metoda kritike svih "dogmatskih" postavki, osobito religije, ključna je za razvoj filozofije i znanosti novog vijeka. Descartes polazi, kao i Piron, od metodske sumnje (skepse) u sve, ali ne ostaje pri skepticizmu; on zaključuje: jedino u što ne mogu posumnjati jest da sam ja taj koji sumnja, tj. moje osobno postojanje. U tom smjeru novovjekovna filozofija traga za novim mogućnostima sigurnosti. Kant, 150 godina nakon Descartesa, razradio je sustavnu kritiku protiv "dogmatskog drijemeža", koja treba dovesti do različivanja onoga što se može sigurno spoznati i onog što se ne može. 

## Poveznice
- Skepticizam
- Helenističko-rimska filozofija
- Pironizam